# Timandra convectaria
Timandra convectaria är en fjärilsart som beskrevs av Walker 1861. Timandra convectaria ingår i släktet Timandra och familjen mätare. Inga underarter finns listade i Catalogue of Life.

## Bildgalleri

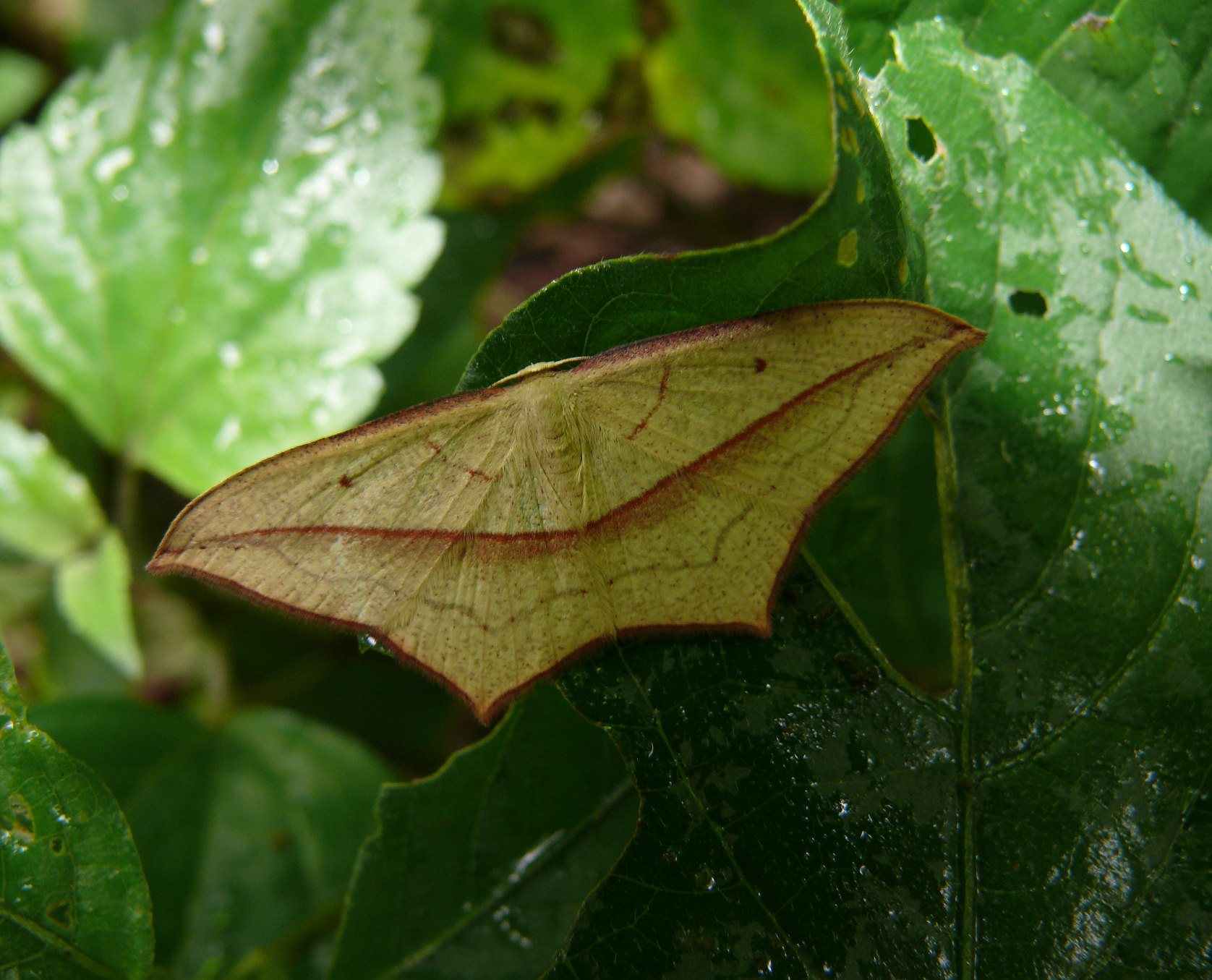